# Jerónimo Teixeira Cabral
Jerónimo Teixeira Cabral (Lamego, ? — Madrid, 1614) foi o 9.º bispo da Diocese de Angra, que governou de 1600 a 1612. Resignou do cargo de bispo de Angra, o que foi aceite por breve do papa Paulo V de 14 de Maio de 1612, passando então à diocese de Miranda, de que foi o 9.º bispo, governando-a de 1612 a 1614, e dali a bispo de Lamego em 1614, não chegando a tomar posse por falecer.

## Biografia
Nasceu em Lamego, filho do Juiz Desembargador Francisco Teixeira, Cavaleiro e Comendador da Ordem de Santiago, e de sua mulher Brites Cabral, duma família da aristocracia local.
Jerónimo Teixeira Cabral licenciou-se em Cânones pela Faculdade de Cânones da Universidade de Coimbra e iniciou uma carreira eclesiástica que o levou a cónego capitular da Sé de Lisboa e depois a presidente do Tribunal do Santo Ofício em Évora no ano de 1593. Em 1598 era cónego doutoral da Sé de Lamego.
Foi apresentado para bispo de Angra pelo rei D. Filipe II de Portugal em 1599, sendo confirmado pela Santa Sé e sagrado no ano seguinte. Tomou posse da diocese em 1600, com um acrescentamento da côngrua de 300$000 réis para além dos 200$000 réis de dote que os bispos de Angra recebiam desde a fundação do bispado. Foi-lhe também concedida uma carta régia autorizando o fornecimento de embarcação segura quando fosse de visita pastoral às outras ilhas, a pagar na feitoria onde ele embarcasse. Este privilégio manteve-se para alguns dos seus sucessores.
No tempo do governo deste prelado procedeu-se à reconstrução da igreja do Faial da Terra, que tinha sido destruída durante uma incursão de corsários ingleses que a incendiaram. Data também desta época o assentamento da claustra da nova Sé.
Entre as paróquias fundadas por este prelado conta-se a de São Pedro de Vila Franca do Campo, anexada à de São Lázaro de Água de Alto, desmembrada em 1575 da Matriz de São Miguel, e autorizou Rui Gonçalves da Câmara, o 1.º conde de Vila Franca, a construir em propriedade sua a ermida de Nossa Senhora da Piedade. Também na ilha Graciosa fundou a paróquia de Nossa Senhora de Guadalupe.
Na quinta que os bispos utilizavam para veraneio na Agualva erigiu uma ermida sob a invocação de Santa Maria Madalena, a qual foi arruinada pelo terramoto de 9 de Abril de 1614.
Proibiu os foliões de bailar na capela-mor das igrejas nos dias de coroação dos imperadores das irmandades do Divino Espírito Santo, obrigou os mordomos das confrarias à feitura de novos estatutos e proibiu os padres de na hora da celebração ir por entre os fiéis a tirar a esmola da missa.
Também tentou a moralização dos fiéis ordenando o combate à feitiçaria e ao adultério, incriminando por isso várias mulheres.
Cioso das prerrogativas eclesiásticas, excomungou, por prepotência com relação a bens eclesiásticos, o Mestre de Campo e Governador D. António Centeno e os juízes dos órfãos de Angra e da vila de São Sebastião, respectivamente, o ex-deão Dr. António Pires do Canto e Gaspar Lopes.
Nas Sanjoaninas obrigou os capitulares da Sé a acompanharem-no montados a cavalo, à laia da fidalguia, às celebrações festivas de São João Baptista dos Cavaleiros, na sua ermida à esquina da rua de São João de Angra, que era ao tempo sede da nobre confraria dos cavaleiros da cidade.
Partiu para Lisboa em 1611, dirigindo-se depois a Tomar, então sede da Ordem de Cristo, onde, ainda bispo de Angra, conferiu ordens menores ao franciscano frei António de Cristo.
O papa Paulo V aceitou, por breve de 14 de Maio de 1612, a resignação do cargo de bispo de Angra de D. Jerónimo Teixeira Cabral, transferindo-o para a diocese de Miranda. Foi o 9.º bispo de Miranda, governando aquela diocese de 1612 a 1614. No ano de 1614 foi transferido para bispo de Lamego, a sua terra natal, de que não chegou a tomar posse, já que faleceu em Madrid quando ali se encontrava a agradecer a nomeação.
Com a resignação de D. Jerónimo Teixeira Cabral a diocese de Angra ficou durante dois anos como sede vacante, entregue ao seu cabido.